# IC 3639
IC 3639 est une galaxie spirale barrée située dans la constellation du Centaure. Sa vitesse par rapport au fond diffus cosmologique est de 3 575 ± 22 km/s, ce qui correspond à une distance de Hubble de 52,7 ± 3,7 Mpc (∼172 millions d'al). Elle a été découverte par l'astronome américain Lewis Swift en 1898.
La classe de luminosité de IC 3639 est II-III et elle présente une large raie HI. C'est aussi une galaxie active de type Seyfert 2. Dans la  bande K infrarouge, IC 3639 présente une barre centrale de 12 secondes d'arc dont l'ellipticité maximale est de 0,40. L'angle de position de celle-ci est de 150°.
La luminosité de la galaxie IC 4631 dans l'infrarouge lointain (de 40 à 400 µm)  est égale à 2,45 × 1010 {\displaystyle L_{\odot }} (1010,39{\displaystyle L_{\odot }}) et sa luminosité totale dans l'infrarouge (de 8 à 1 000 µm) est de 4,17 × 1010 {\displaystyle L_{\odot }} (1010,62{\displaystyle L_{\odot }}).

## Groupe de IC 3639
IC 3639 est la galaxie la plus brillante d'un petit groupe de galaxies de quatre membres qui porte son nom. Les autres galaxies du groupe d'IC 3639 sont NGC 4574, ESO 380-50 et ESO 381-9.